# FV107 Scimitar
El FV107 Scimitar es un tanque ligero y un vehículo blindado de combate de reconocimiento militar, es utilizado por el ejército británico. Es muy similar al FV101 Scorpion, armado con un cañón automático L21 RARDEN de 30 mm. El cañón, puede dispararse de dos formas: en modo semiautomático o modo automático. En este modo posee una cadencia máxima de 80 disparos por minuto. Posee un sistema doble de recarga de municiones, así mientras dispara alimentado por una banda, los sirvientes recargan la otra, El cañón Rarden se conoce como un arma muy precisa. Fue asignado al Real Cuerpo de blindados, cada regimiento tiene un Escuadrón de Reconocimiento de 8 unidades. Además cuenta con capacidad de convertirse en anfibio (después de instalarle un kit de flotación).

## Historia
Entró en servicio en los principios de la década del 70, Es aerotransportable y puede operar en forma anfibia. Inicialmente, su planta impulsora  era el Motor Jaguar XK6 J60 4,2 litros de 6 cilindros (gasolina), (el mismo que se empleaban por esa época los automóviles Jaguar). Luego fue sustituido por el motor diésel Cummins BTA 5,9. Durante su largo servicio, se le han incorporado mejoras en las unidades de filtración de aire y actualizaciones a su caja de cambios.

## Actuación en Malvinas
Junto con el FV101 Scorpion, los Scimitar estuvieron en servicio activo con el Regimiento Blues and Royal. Su construcción ligera de aluminio y baja presión sobre el suelo les dio una excelente maniobrabilidad incluso en el blando terreno de las islas. Durante la batalla de Wireless Ridge (la batalla final del 13 al 14 de junio), los Scimitar demostraron ser muy eficaces contra varias posiciones defensivas y búnkeres argentinos, destruyéndolos con precisos disparos de cañón de 30 mm gracias a su mira nocturna.

## Presente
Participó en combate en la Guerra del Golfo, Guerra de Bosnia, Kosovo, Segunda Guerra del Golfo y Afganistán. Se cree que permanecerá en el ejército británico hasta 2017.

## Usuarios
- Reino Unido - Ejército Británico - El FV107 Scimitar es utilizado por los cinco regimientos de reconocimiento del ejército británico. A excepción del Household Cavalry Regiment (HCR) que cuenta con un escuadrón adicional, para apoyar a 16 Brigada de Asalto Aéreo.
- Bélgica - Ejército de Bélgica - 141 unidades, retirado del servicio activo en 2005.
- Jordania - Real Fuerza Terrestre Jordana - 103 unidades
- Honduras - Ejército de Honduras 3 unidades en servicio

## Especificaciones
- Longitud = 4,98 m
- Ancho = 2,24 m
- Alto = 2,24 m
- Peso = 7,80 t
- Tripulación = 3 (comandante, artillero y conductor)
- Velocidad Máxima = 87 km/h (en carretera) - 6,5 km/h (como anfibio)
- Autonomía = 640 km
- Pendiente Máxima superable = 35º
- Vado Máximo superable = 1 m
- Distancia Mínima al suelo =35 cm.
- Armamento Principal = Cañón automático L21 RARDEN de 30 mm, con 80 proyectiles[3]
- Armamento Secundario = Ametralladora L37A1 de 7,62 mm con 3.000 proyectiles + lanzadores fumígenos (2 x 4)
- Blindaje = Armadura de Aluminio
- Tipos de Munición = Incendiarias de alto poder explosivo (IES) - De alto poder explosivo (HE) - Perforante (AP)

Al igual que con todos los vehículos blindados de Reino Unido, está equipado con un sistema de aire forzado, que permite bloquear ataques químicos o bacteriológicos. También posee un recipiente de ebullición (Modelo BV), para preparar raciones calientes.
En el centro del asiento del comandante hay un compartimento oculto que contiene un inodoro químico.

## Producción
- Aproximadamente 3.000 vehículos se habían fabricado en el Reino unido y Bélgica.